# Oisseau-le-Petit
Oisseau-le-Petit ist eine französische Gemeinde mit 671 Einwohnern (Stand: 1. Januar 2022) im Département Sarthe in der Region Pays de la Loire; sie gehört zum Arrondissement Mamers und zum Kanton Sillé-le-Guillaume (bis 2015: Kanton Saint-Paterne). Die Einwohner werden Oxellois genannt.

## Geographie
Oisseau-le-Petit liegt etwa 38 Kilometer nordnordwestlich von Le Mans und etwa acht Kilometer südlich von Alençon. Umgeben wird Oisseau-le-Petit von den Nachbargemeinden Bérus und Béthon im Norden, Chérisay im Osten, Fyé im Süden sowie Gesnes-le-Gandelin im Westen.

## Bevölkerungsentwicklung
| 1962                      | 1968 | 1975 | 1982 | 1990 | 1999 | 2006 | 2013 |
| ------------------------- | ---- | ---- | ---- | ---- | ---- | ---- | ---- |
| 592                       | 569  | 602  | 615  | 641  | 679  | 686  | 695  |
| Quelle: Cassini und INSEE |      |      |      |      |      |      |      |

## Sehenswürdigkeiten
- Kirche Saint-Pierre aus dem 19. Jahrhundert
- Pfarrhaus aus dem 15. Jahrhundert, Umbauten aus dem 19. Jahrhundert
- Fanum über den gallorömischen Siedlungsresten, seit 1987 Monument historique

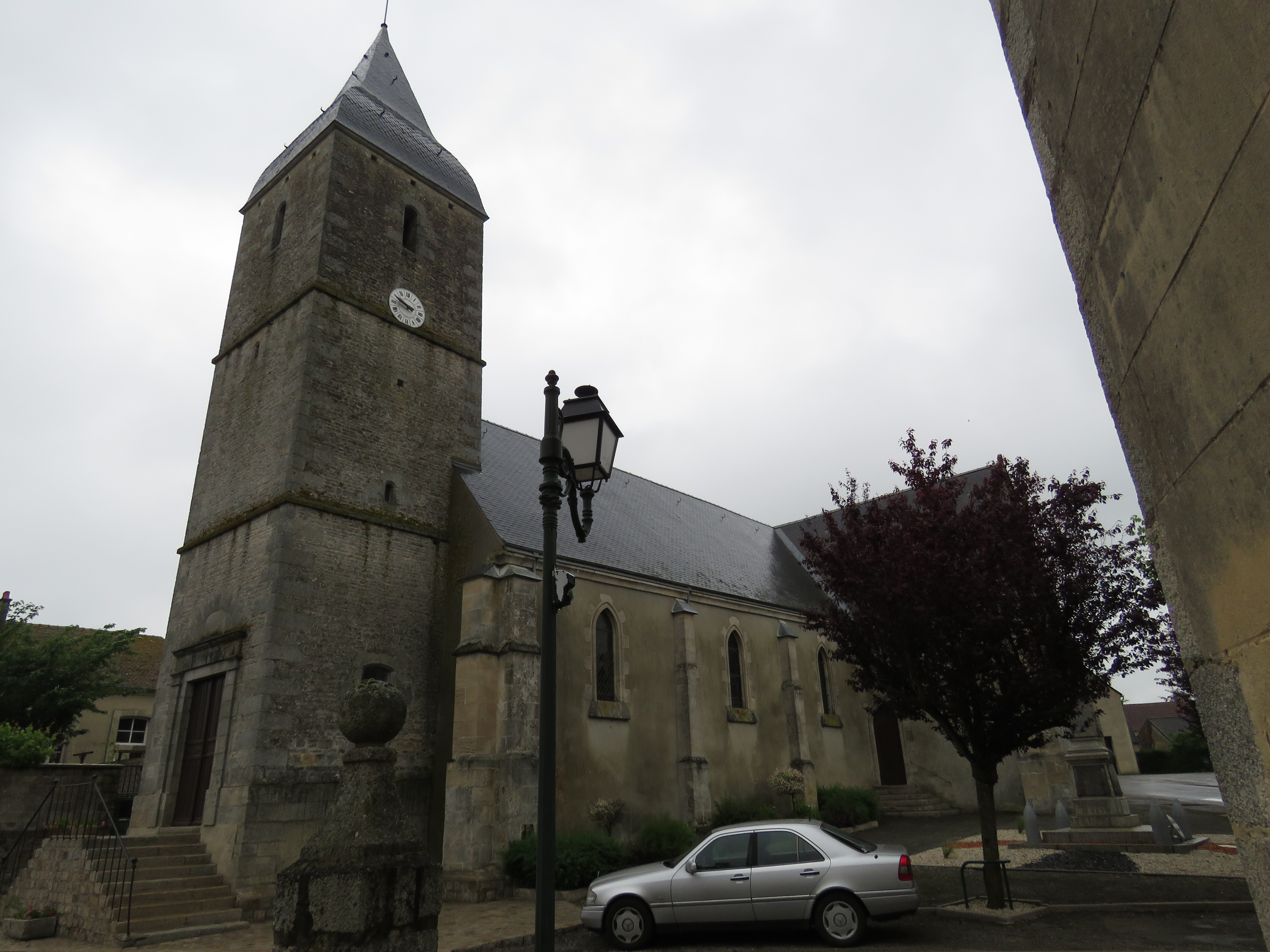
Kirche Saint-Pierre
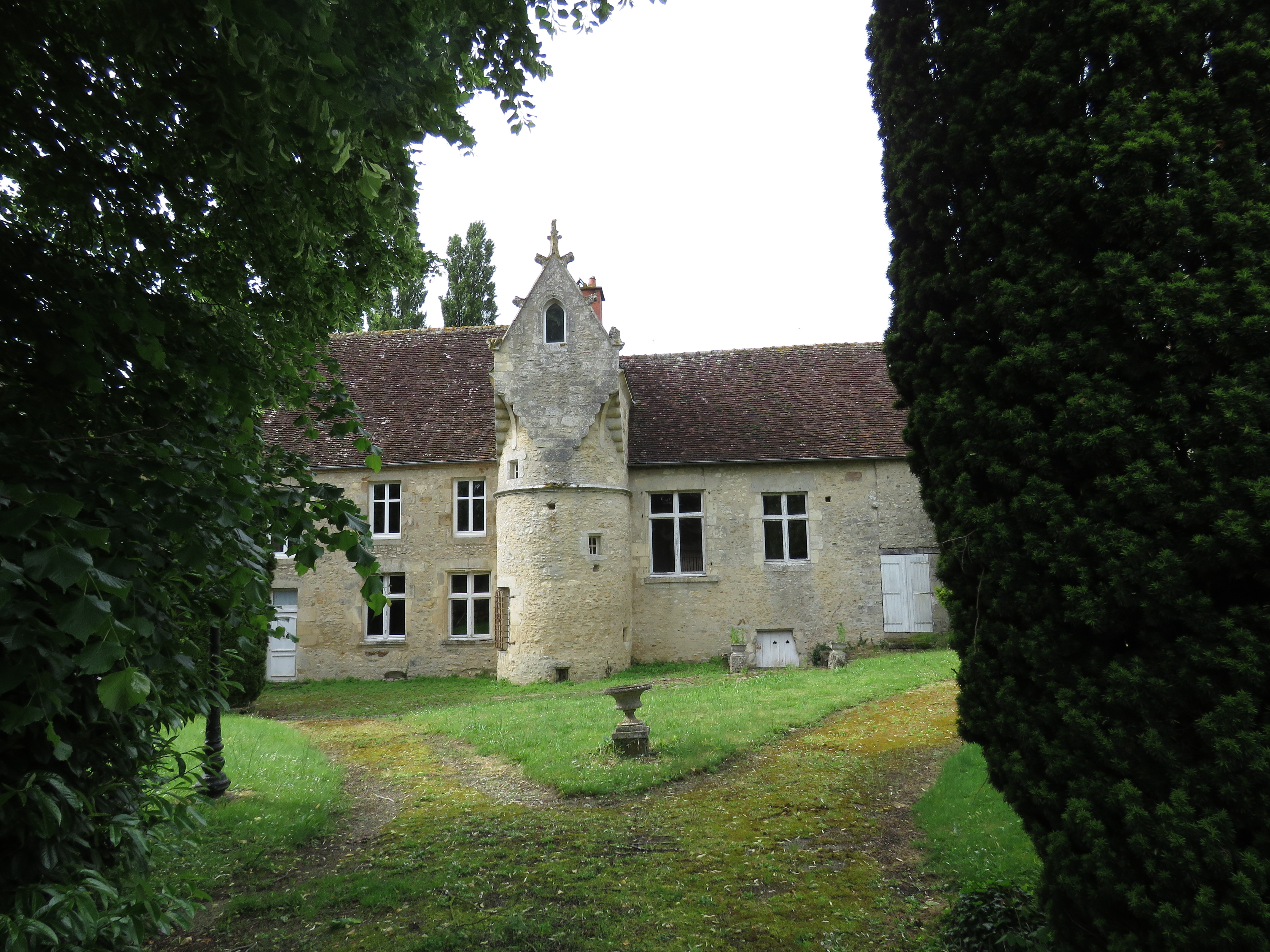
Pfarrhaus
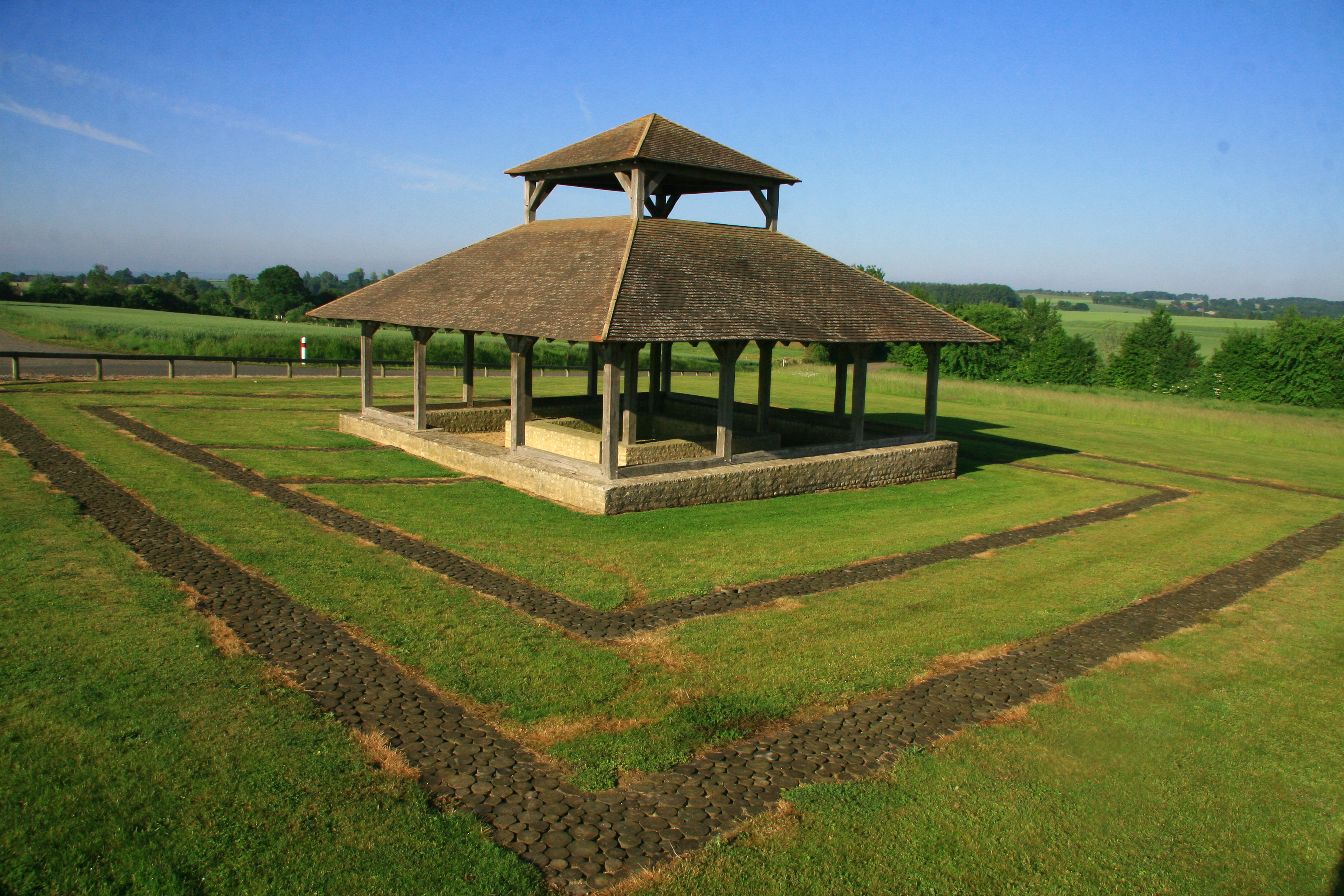
Fanum